# Dret internacional consuetudinari
Fins al segle xx, el costum internacional va ser la font més important del Dret Internacional, perquè el Dret Internacional Clàssic era un dret relacional entre els Estats.
A partir del segle xx, amb el pas de la coexistència cap a la cooperació entre els Estats, s'ha acudit al Tractat Internacional per a regular aquestes relacions d'interdependència creixent entre els Estats.
El costum internacional va decaure en el seu ús perquè el Dret Internacional Clàssic era un Dret eurocèntric, fet a la mesura de les necessitats d'Europa. A mesura que d'altres països van anar assolint la independència, van anar formant-se una posició crítica cap a aquest cos de costums internacionals que no reflectia els seus interessos. Aquesta nova situació va provocar que aquestes normes foren progressivament modificades a través de tractats internacionals.

## Concepte
L'article 38 de l'estatut del Tribunal Internacional de Justícia defineix el costum internacional com "prova d'una pràctica generalment acceptada com a Dret". Aquesta definició ens adverteix que el costum és una forma espontània de creació del dret. Espontània perquè sorgeix gràcies a una pràctica seguida pels Estats de forma uniforme i que, amb el pas del temps, acaba consolidant-se com a Dret.
Podem, per tant, diferenciar dos elements en aquesta font del Dret: d'una banda, l'element material, que consisteix en la pràctica uniforme i continuada; de l'altra, l'element espiritual o psicològic, també conegut com a opinio juris, que és la convicció que aquesta resulta obligatòria jurídicament.
Malgrat que el costum internacional implica la repetició d'una conducta durant molt de temps, en l'actualitat aquest requisit ha perdut importància. Es parla avui dia fins i tot de costums instantanis en els quals el temps necessari d'una pràctica per a convertir-se en costum és molt inferior a l'usual o és nul. Exemple d'açò últim seria el cas del llançament en 1957 del Spútnik a l'espai per part de la Unió Soviètica. Entre 1957 i 1958 es va crear el principi de no apropiació de l'espai ultraterrestre, que es va convertir en un costum instantàniament.